# Биеннале искусства в Сан-Паулу
Биеннале искусства в Сан-Паулу (порт. Bienal Internacional de Arte de São Paulo) — международный фестиваль искусства, основанный в 1951 году, который с тех пор проводится каждые два года в городе Сан-Паулу, Бразилия. Это второй по возрасту подобный фестиваль, созданный с оглядкой на Венецианскую биеннале, существующую с 1895 года.
Целями организации фестиваля были познакомить бразильское общество с мировым искусством, в частности американским и европейским, дать возможность бразильцам увидеть работы известных современных художников воочию, помочь бразильским художникам стать узнаваемыми в мире и преобразовать Сан-Паулу в региональный центр искусства.

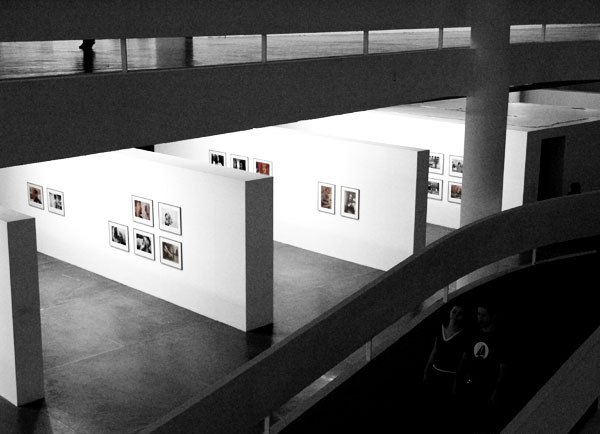
Биеннале-2006

Фестиваль был основан итало-бразильским промышленником и меценатом Сицилио Матараццо (1898—1977). С 1957 года фестиваль проводится в павильоне Сицилио Матараццо в парке Ибирапуэра, который был построен по проекту группы архитекторов во главе с Оскаром Нимейером и Элио Ушоа и который предлагает около 30 тыс. м² выставочных площадей.
С 1951 по 2008 год биеннале имела, как и венецианский прототип, национальные представительства и основной, международный проект, осуществляемый каким-нибудь известным куратором или группой кураторов. Однако в 2010 году биеннале с форматом национальных представительств рассталась, посчитав его несовременным и не учитывающим сложности взаимных культурных влияний в современном мире.
Биеннале в Сан-Паулу играет роль главной выставки современного искусства в стране. С 1973 года параллельно проводится Международная биеннале архитектуры и дизайна.